# Porphyrostemma grantii
Porphyrostemma grantii là một loài thực vật có hoa trong họ Cúc. Loài này được Benth. ex Oliv. miêu tả khoa học đầu tiên năm 1873.